# هكتور كوينتانايلا
هكتور كوينتانايلا (بالإنجليزية: Hector Quintanilla)‏ هو ضابط أمريكي، ولد في 7 مايو 1923، وتوفي في 1996.